# Сербін Ілля Тарасович
Ілля́ Тара́сович Се́рбін (26 квітня 1993 — 22 лютого 2018) — сержант Збройних сил України, учасник російсько-української війни.

## Життєпис
Народився 1993 року в місті Київ. Проживав у селі Крюківщина Києво-Святошинського району.
Спочатку воював у складі 54-го батальйону, згодом — 131-го. Пройшов бої за Чермалик, Павлопіль, Гранітне (штольня). 2015 року одружився. Служив за контрактом у 25-му батальйоні; сержант. 2017 вступив на заочну форму навчання до НПУ ім. Драгоманова, факультет психології.
22 лютого 2018 року біля смт. Луганське (Бахмутський район) під час обстрілу терористами з гранатомету зазнав поранення в шию, несумісне з життям.
25 лютого 2018-го Іллю провели в останню путь на Київщині; місце поховання не розголошується рідними.
Без чоловіка лишилася Юлія Микитенко — також військовослужбовець ЗСУ.

## Нагороди та вшанування
- указом Президента України № 189/2018 від 27 червня 2018 року «за особисту мужність і самовіддані дії, виявлені у захисті державного суверенітету та територіальної цілісності України, зразкового виконання військового обов'язку» — нагороджений орденом «За мужність» III ступеня[1]